# Abu Dhabi Developmental Holding Company
Die Abu Dhabi Developmental Holding Company PJSC (ADQ; arabisch شركة أبو ظبي التنموية القابضة, DMG Šarikat Abū Ẓaby at-Tanmawiyya al-Qābiḍa) ist ein Staatsfonds mit Sitz in Abu Dhabi, Vereinigte Arabische Emirate und wurde 2018 gegründet.
Das verwaltete Vermögen der ADQ betrug 2025 250 Milliarden US-Dollar.

## Geschichte
ADQ wurde 2018 als Abu Dhabi Developmental Holding Company PJSC (ADDH) als staatliches Unternehmen gegründet. 2020 wurde das Unternehmen jedoch in ADQ umbenannt und erhielt weiterhin bedeutende Anteile an hochkarätigen Vermögenswerten vom Staat. ADQ begann zudem, im Ausland zu investieren, darunter in die Expansion des Lulu Hypermarket in Ägypten und in eine 45-prozentige Beteiligung am niederländischen Agrarhändler Louis Dreyfus. Unter dem Vorsitz von Scheich Tahnoun ist der Fonds im Begriff, einen bedeutsamen dritten Fonds zu schaffen und mit ADIA und Mubadala eine interessante Dynamik zu entwickeln.